# Alain Maurice Jonsson
Alain Maurice Jonsson (Boulogne-Billancourt,16 de septiembre de 1953-Río Tajo, 24 de abril de 1979) fue un naturalista y cámara francés que se ahogó en el río Tajo intentando salvar un ave. En Monfragüe se convirtió en un símbolo de la conservación ambiental.

## Biografía
Nació en 1953 en Boulogne-Billancourt (afueras de París). Residía en Francia en Vert-Saint-Denis. Algunas fuentes afirman que era la primera vez que iba a Monfragüe y otras, que llevaba dos o tres años yendo. De profesión era cámara independiente. Su afición a la naturaleza le llevó a Monfragüe para grabar imágenes. Le acompañaba otro naturalista francés llamado Gérard Porcher Philippe. Emiliano Martín Sánchez (guarda forestal) les llevaba a algunas fincas para que grabasen. Se alojaban en Torrejón el Rubio y también acamparon en la finca de “Las Corchuelas". De esta forma los franceses establecieron buenas relaciones con la población de Torrejón.

### Accidente
Alain y Gérard llevaban más de un mes por Monfragüe cuando ocurrió el accidente. El 24 de abril de 1979, justo veinte días después de la declaración de Monfragüe como Parque Natural, ambos andaban entre el puente Nuevo y el puente del Cardenal. Sobre las cuatro de la tarde, pasaban por el lugar donde se encuentra el caño de la fuente (denominada posteriormente "del Francés" en su honor), cuando se percataron de que una rapaz (polluelo de halcón, cernícalo, u otra especie) aleteaba en el Tajo atrapada en sus aguas. Al ver que se iba a ahogar, Alain se ató una cuerda de unos quince metros a la cintura y se tiró al agua para rescatarla. Su compañero sujetaba la cuerda mientras Alain se iba acercando al animal. Al notar que no llegaba, le pidió a Gérard que soltase la cuerda y momentos después Alain se sumergió. Su compañero, que no sabía nadar, fue incapaz de salvarle.Avisada la vecindad de Torrejón y la Guardia Civil, se iniciaron los trabajos de rescate sin éxito. De madrugada se desplazaron miembros de la Cruz Roja del Mar y de la brigada de tropas de socorro, que rastrearon el río en una lancha del ICONA. También acudieron buzos de salvamento, pero no encontraron nada. El embalse debía de tener una profundidad aproximada de 30 metros con corriente.

### Aparición

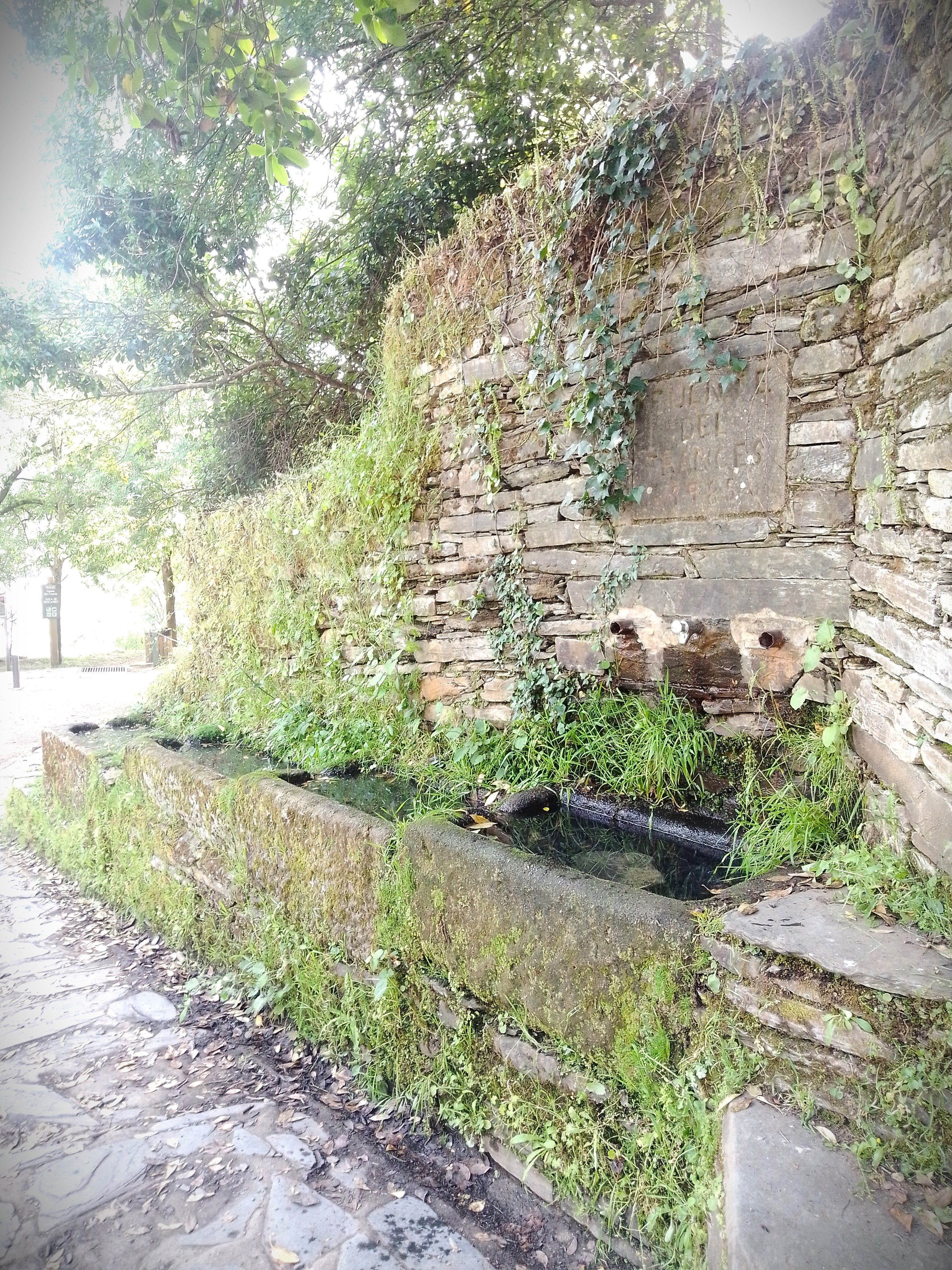
Fuente del Francés en Monfragüe

Casi dos meses después de su desaparición, el 15 de junio del mismo año, apareció el cuerpo de Alain. Estaba enganchado a un árbol en la margen izquierda del Tajo frente a la desembocadura del arroyo Barbaón. Aún llevaba la cuerda atada a la cintura. Al bajar el nivel del embalse, como suele ocurrir en verano, el cuerpo salió a la superficie. La vegetación hizo difícil sacar el cuerpo del lugar en que se encontraba, por lo que Jesús Garzón llevó una barca con motor para trasladar el cuerpo hasta un sitio más accesible. En el Registro Civil consta que murió de asfixia por inmersión en agua. Tenía 25 años.
Fue enterrado en el cementerio de Torrejón el Rubio hasta el 27 de agosto de 1998, cuando sus padres llevaron a incinerar sus restos a Villanueva de la Serena. Dos misas fueron celebradas en su memoria: una en el puente del Cardenal y otra en Torrejón el Rubio, a las cuales asistió mucha gente, muestra del cariño que le tenían.

## Reconocimientos
Alain dejó huella en el Parque Natural así como en Torrejón. Morir por salvar un pájaro en 1979 fue, para mucha gente de la comarca, un hecho incomprensible. Jonsson pasó a la historia de Monfragüe por su valentía y por su amor a la naturaleza. Para la población de Monfragüe, el francés, se convirtió en un símbolo de la conservación ambiental.
- En 1985, con la ayuda de la escuela taller del Parque, Feliciano Gordo Rebollo (guarda forestal) levantó una pared de piedra junto a una fuente en el lugar donde se ahogó el francés. En su honor la llamaron "Fuente del Francés". También fijaron ahí la estatua de un halcón pero desapareció al día siguiente. La fuente se compone de cinco bancales por donde corre el agua. La fuente es punto de referencia del Parque Nacional, posee un área recreativa y hay una ruta denominada "Fuente del Francés". Además, se pueden fotografiar a pequeñas aves que acuden a la fuente a beber.[5][6]

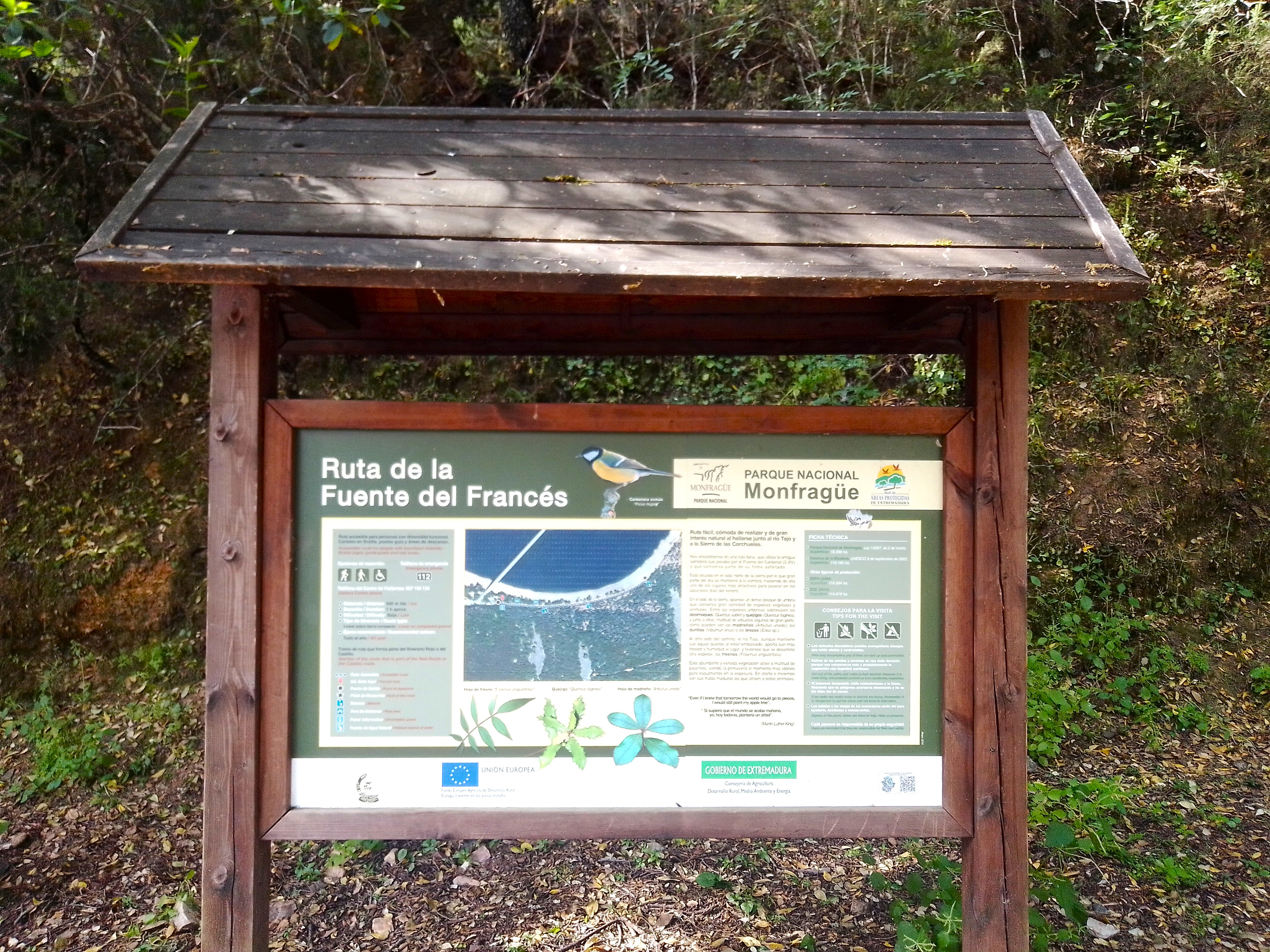
Ruta de la Fuente del Francés

- En 1986 como homenaje al naturalista, se creó un parque en su memoria, al lado de la EX208, junto a la entrada sur de Torrejón el Rubio.[7]

Parque Alain Jonsson

- A partir de 1991, el Grupo Naturalista Monfragüe creó en Torrejón el Rubio el taller de ecología "Alain Jonsson", que reunía cada semana a más de 40 jóvenes.[4]Editaron la revista Milvus: revista del Taller de Ecología "Alain Jonsson".[8]
- En 2014 se concedió el Premio “Alain M. Jonsson" a la contribución en educación ambiental en el marco del 35 Aniversario de la declaración de Monfragüe como espacio protegido.[9]